# کردانده

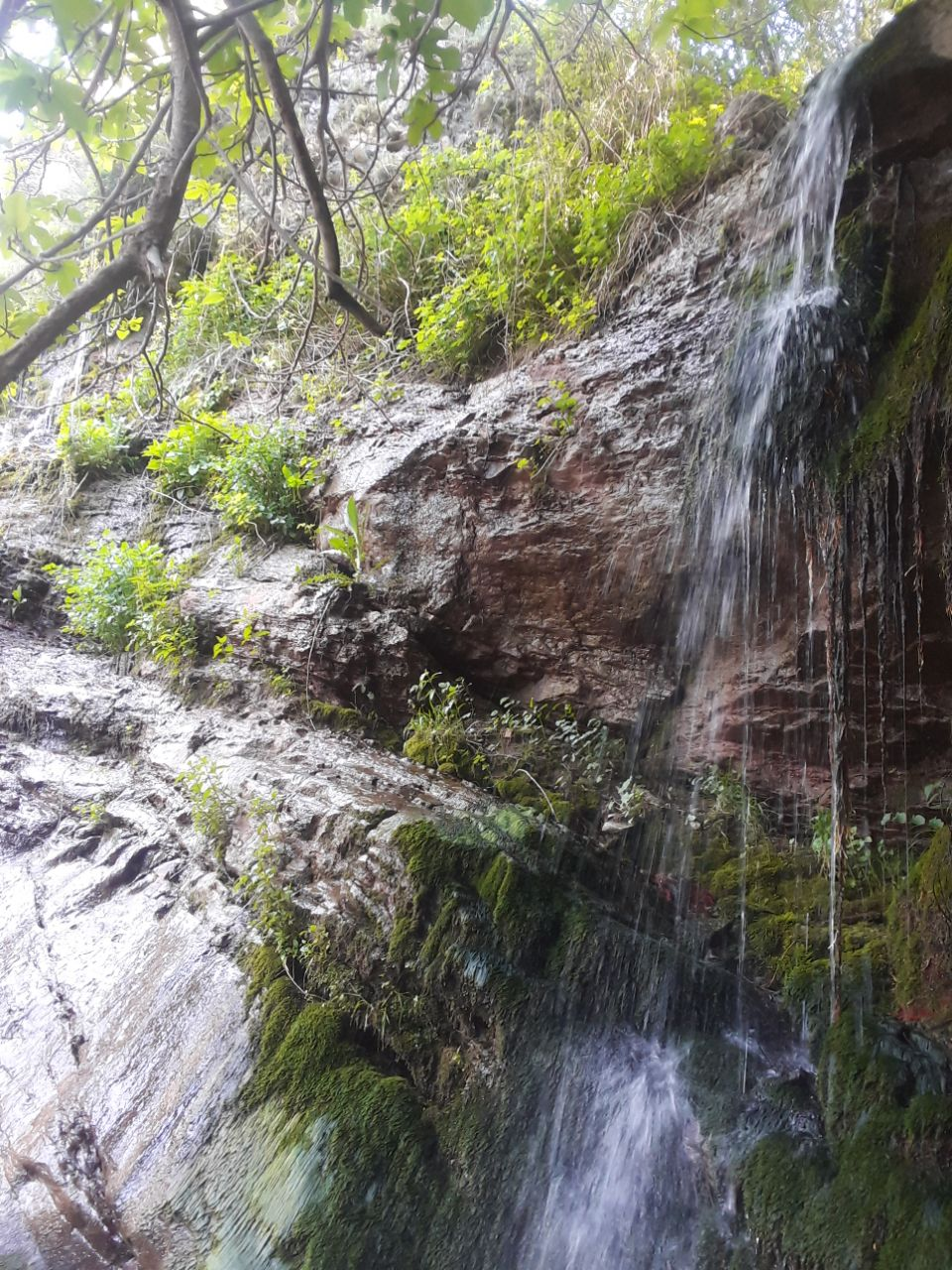
آبشار یوسف علی چوله لری یکی از آبشار های روستای کردانده است که اهالی روستا بخشی از باغ های خود را با کمک آب این آبشار آبیاری می کنند.

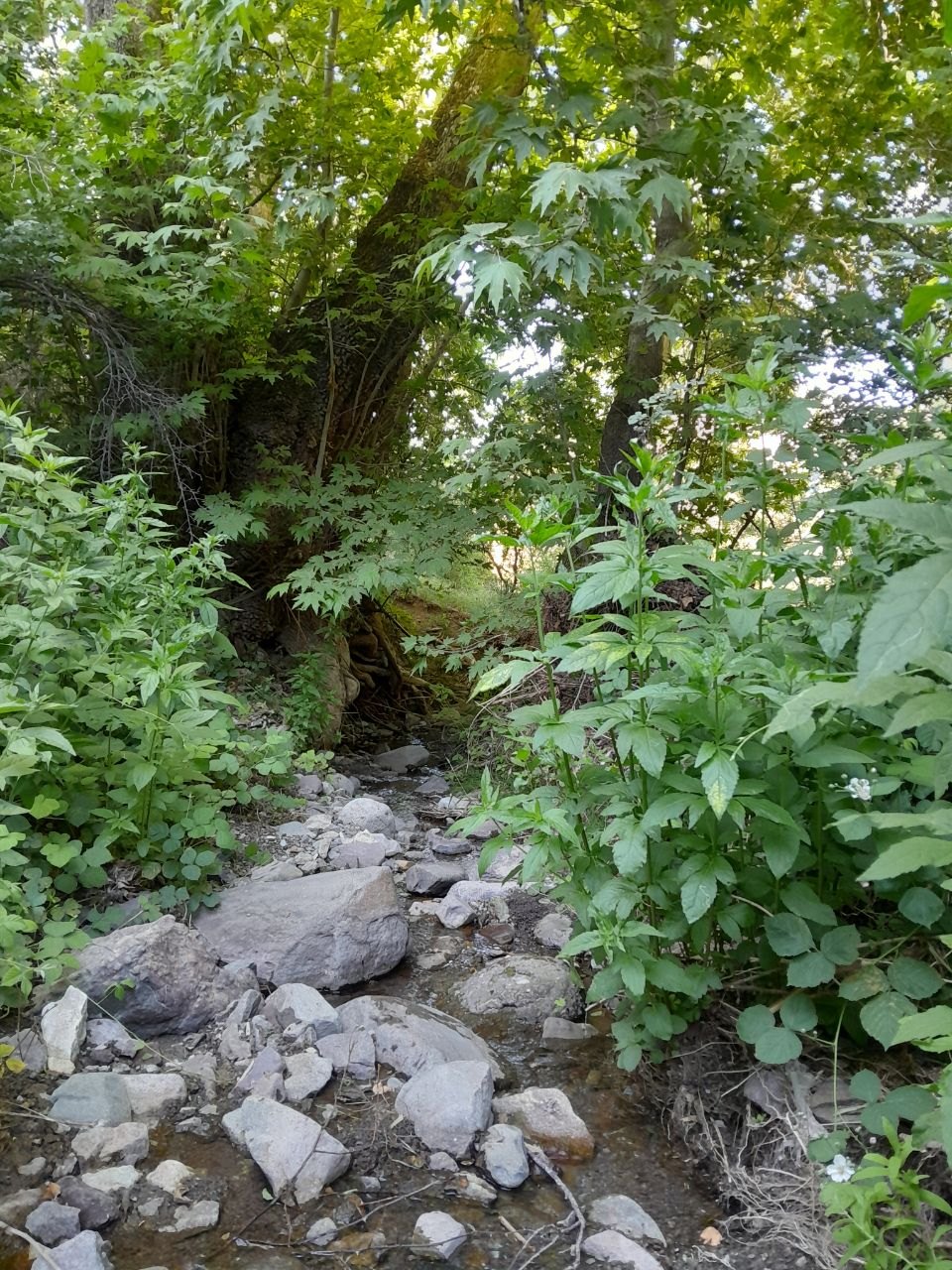
منطقه ی مامان خانم بلاخی که از امتداد آب آبشار یوسف علی چوله لری ایجاد شده و منطقه ی زیبایی را پدید آورده.

کردانده، روستایی از توابع بخش کوهین شهرستان قزوین در استان قزوین ایران است. این روستا در ناحیه کوهستانی و در شمالی ترین قسمت استان قزوین قرار دارد و معماری آن پلکانی است. اکثر اهالی بومی و تعدادی ناچیز مهاجرند.

## جمعیت
این روستا در دهستان ایلات قاقازان شرقی قرار دارد و براساس سرشماری مرکز آمار ایران در سال ۱۳۸۵، جمعیت آن ۹۲ نفر (۲۲خانوار) بوده‌است. مردم این روستا به زبان ترکی سخن می‌گویند.